# Darko Jurković
Darko Jurković - Charlie (Rijeka, 20. travnja 1965.), hrvatski jazz gitarist.

## Životopis
Nižu glazbenu školu Ivan Matetić Ronjgov završio je 1977. godine na odjelu za violinu. Gitaru je počeo svirati kao samouk sa šesnaest godina, a jazzom se počeo baviti u svojoj osamnaestoj, da bi već nakon par godina prešao na posebnu tehniku sviranja gitare poznatu pod nazivom ”two hand tapping”, po uzoru na američkog gitaristu Stanleya Jordana.
Godine 1989. upisuje se na jazz odsjek Glazbene akademije u Grazu. Diplomirao je 1997. godine i stekao zvanje magistra jazz glazbe. Aktivan je u brojnim malim jazz sastavima u kojima surađuje s domaćim i stranim glazbenicima. Zbog mogućnosti što mu pruža njegova osebujna tehnika sviranja često nastupa sam ili u duu s pijanistima (Emil Spanyi, Gino Comisso). Često je nastupao na riječkom “Jazz Time” festivalu (duo s Josipom Pandurom i Emilom Spanyiem, u kvartetu s Lacknerom, Zimmermannom i Stanojkovskim, u triu s Barakovićem i Levačićem u selekciji Boška Petrovića).
Dvaput je osvojio “Status” hrvatsku strukovnu nagradu kao najbolji jazz gitarist 2000., 2002., 2003., 2004., 2006., 2007., 2008. Dobitnik je Nagrade Porin za najbolju instrumentalnu izvedbu (Cantando no toro 2005.). Godine 2014. broji dvije nominacije - najbolja kompozicija i najbolja instrumentalna izvedba- a ove je godine, pored tri nominacije, dobitnik nagrade 'Porin 2015' za najbolji jazz-album s pijanistom Matijom Dedićem (Jazzy Bach, Croatia Records). Nakon debi CD-a “My Contribution” snimio je dva albuma kao član kvarteta Sensitive, ali i nekoliko albuma s međunarodnim sastavom Europlane Orchestra. Svira često u malim sastavima i solo, a na repertoaru mu se nalaze autorske skladbe, jazz standardi, filmske melodije i glazba proizašla iz blues tradicije.
Osim po Europi (Italija, Austrija, Njemačka i Češka) svirao je i u Južnoj Americi (Čile i Brazil).

## Diskografija

### Albumi
1. My Contribution, Gis Records, 1999.
2. Live 2002, JUH Music, 2003.
3. Jazz na Hrade, Multisonic, 2006.
4. Maybe Later, Vltava/Arta, 2008.